# Wulkau
Wulkau este o comună din landul Saxonia-Anhalt, Germania.